# Felix III
Felix III, egentligen Felice Anicio Frangipane, född i Rom, död 1 mars 492, var påve från den 13 mars 483 till sin död. Han vördas som helgon i katolska kyrkan, med festdag 1 mars.
Felix III:s ordningsnummer följer den ursprungliga påvelängdens benämning, där Felix II räknas in trots att han senare bedömts vara motpåve.

## Biografi
Felix föddes i en romersk släkt med många senatorer, som Gregorius den store även sägs härstamma från. Inga biografiska uppgifter om Felix är säkra förrän han blivit påve, den 13 mars 483. Han var kardinalpräst med Titulus Fasciolae, senare benämnd Santi Nereo e Achilleo, som titelkyrka.
Felix är framför allt känd för sitt motstånd mot kejsar Zenos monofysitiska kyrkopolitik. Kort före Felix val hade kejsaren utfärdat det så kallade Henotikon, och på patriarken Acacius råd gjort monofysiten Petrus till patriark av Alexandria. Felix fordrade då att Petrus skulle avsättas, och förde Acacius inför sin domstol. Striden tillspetsade sig, och 484 förklarade Felix Acacius avsatt, och avsättningen bekräftades av en synod med 77 biskopar i Lateranbasilikan i Rom år 485. Detta gav anledning till en mer än trettioårig schism mellan den österländska och den västerländska kyrkan, som först bilades i och med Hormisdas pontifikat. Acacius tog bort Felix namn från diptykerna och satt kvar, trots synodens beslut, till sin död, och hans efterträdare höll hans minne levande.
I Afrika hade de arianska vandalerna förföljt de kristna i över 50 år, vilket drivit många katoliker i exil. När förföljelserna lagt sig visade det sig att många kristna hade avfallit till arianismen för att slippa lida. Dessa önskade nu återupptas i kyrkogemenskapen med Rom och återdöpas, vilket Felix accepterade och efter en synod skickade han villkoren för att ta tillbaka dem till biskoparna i Afrika.